# Bremen (Flugzeug)

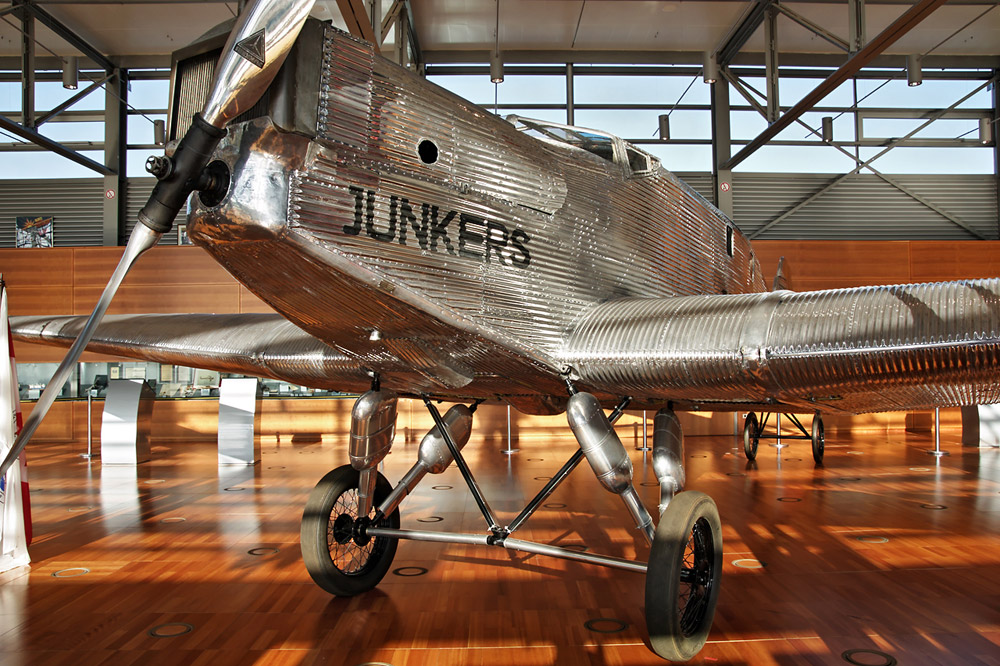
Die Bremen D 1167 in der „Bremenhalle“ im Flughafen Bremen

Die Bremen D 1167 ist ein Flugzeug vom Typ Junkers W 33, mit dem der erste erfolgreiche Transatlantikflug eines Flugzeugs von Ost nach West gelang. Vorher gab es das nur mit Luftschiffen.

## Transatlantikflug

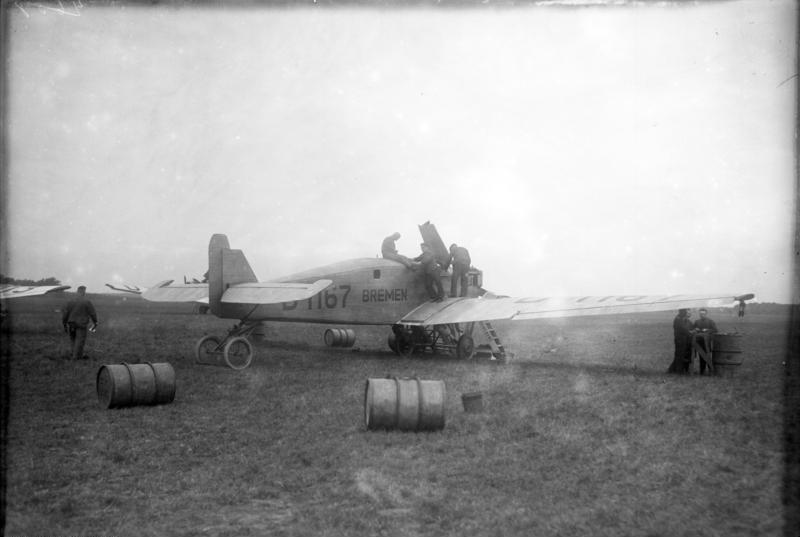
Junkers W 33 Bremen im April 1928 in Baldonnel bei den Vorbereitungen zum Atlantikflug

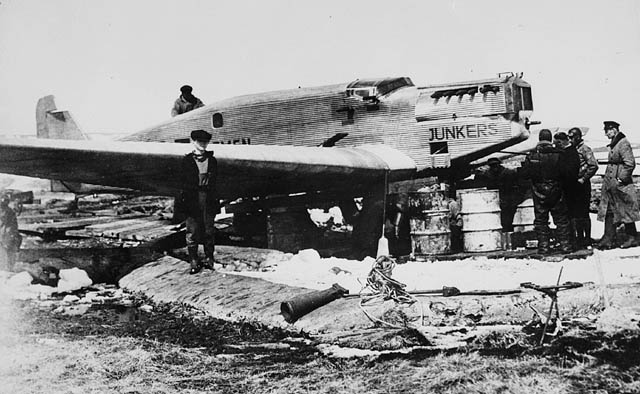
Reparaturversuch auf Greenly Island nach der Atlantiküberquerung

Nachdem Charles Lindbergh 1927 die erste Alleinüberquerung des Atlantiks von West nach Ost gelungen war, plante Ehrenfried Günther Freiherr von Hünefeld, der als Pressechef beim Norddeutschen Lloyd (NDL) in Bremen tätig war, einen Flug in umgekehrter Richtung, von Europa nach Amerika. Er ließ bei den Junkers-Werken zwei Flugzeuge des Typs Junkers W 33, nach den beiden Flaggschiffen des NDL getauft Europa und Bremen, für Langstreckenflüge umbauen.
Nachdem ein erster in Dessau gestarteter Atlantikflugversuch im August 1927 gescheitert war, flog Hünefeld mit dem Piloten Hermann Köhl und dem irischen Kopiloten James Fitzmaurice am 12. April 1928 mit der Bremen in einem über 36-stündigen Flug von Baldonnel, Irland nach Greenly Island auf Neufundland. Dort wurde die Maschine bei der Landung beschädigt. Zwar konnte man die Schäden beheben, doch der ursprünglich geplante Weiterflug der Besatzung nach New York war wegen eines auftretenden Motorschadens nicht möglich. Die Flieger ließen die Bremen bei ihrer Abreise in Greenly Island zurück.
Trotz hohen Fiebers wollte der US-amerikanische Flugpionier Floyd Bennett und sein Fliegerfreund Bernt Balchen den gestrandeten Ozeanfliegern zu Hilfe kommen, Bennett starb jedoch auf dem Flug nach Greenly Island an den Folgen einer Lungenentzündung.

## Verbleib des Flugzeugs

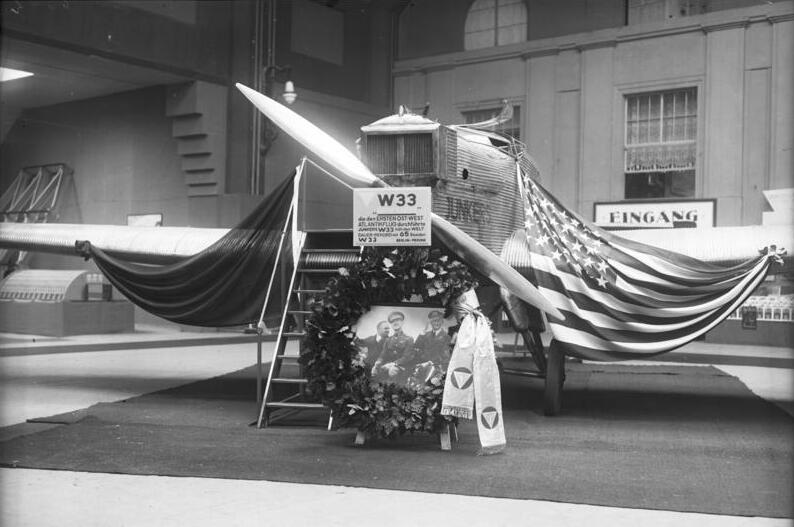
II. Internationale Luftfahrt-Ausstellung am Kaiserdamm Berlin. Das Junkers-Flugzeug Bremen, mit welchem Hauptmann Köhl, von Hünefeld und Major Fitzmaurice den ersten Ost-West-Flug über den Ozean ausführten. Davor das geschmückte Bild der Ozeanflieger. 1928

Das Flugzeug wurde auf der Leuchtturminsel von Mechanikern der Junkers Corporation wieder startklar gemacht. Als der Junkers-Pilot Fred Melchior das Flugzeug auf einem unebenen Wiesengelände starten wollte, ereignete sich ein weiteres Unglück, so dass die Bremen letztlich nach Quebec transportiert wurde, wo sie einige Tage lang ausgestellt war. Mit einem NDL-Dampfer gelangte das Flugzeug dann nach Bremen, von dort nach Dessau und nach kurzer Wartung auf die Internationale Luftfahrtausstellung (ILA) des Jahres 1928 nach Berlin, wo die „Bremen“ eine Attraktion am Junkers-Stand war.
Freiherr von Hünefeld bot die Bremen als Geschenk dem Deutschen Museum in München an, das jedoch ablehnte, da die Maschine zwar historische Bedeutung habe, jedoch keine „technisch wichtige Entwicklungsstufe“ darstelle. Hünefeld vermachte das Flugzeug daraufhin dem Stadtmuseum von New York, weil – wie er in einer Zeitung schrieb – das Ausland diejenigen Leute, die unter Aufopferung ihrer Gesundheit und ihres letzten Pfennigs, unter Einsatz ihres Lebens den deutschen Namen draußen in der Welt vertreten wollen, nicht so im Stich zu lassen pflegt, wie es die eigenen Landsleute dauernd tun.
Ein NDL-Dampfer brachte die Bremen nach New York. Da das Stadtmuseum von New York noch nicht fertiggestellt war, wurde die Bremen nach Hünefelds Tod im Februar 1929 in der Halle des New Yorker Zentralbahnhofs aufgehängt. Etwa zehn Jahre später erwarb Henry Ford das Flugzeug für das Edison Institute (bekannt als Henry Ford Museum) in Dearborn, wo die Bremen mehrere Jahrzehnte in einer Reihe von zumeist US-amerikanischen Pionierflugzeugen ausgestellt wurde. Ende des 20. Jahrhunderts gelangte die Bremen als Leihgabe wieder nach Deutschland, sie ist seitdem in der Bremenhalle am Flughafen Bremen ausgestellt.
Am 1. Januar 2009 übernahm die Flughafen Bremen GmbH den Leihvertrag des Vereins Wir holen die Bremen nach Bremen mit dem Henry Ford Museum und damit auch die Versicherung und die Rückführung der Maschine in frühestens zehn Jahren.

## Gedenkmedaillen
| Vorderseite | Rückseite | Rand                                 | Material                        | Maße mm | Gewicht g (rau) |
| --- | --- | ------------------------------------ | ------------------------------- | ------- | --------------- |
| Flugzeug über Hochhäusern, Umschrift Deutschland – Amerika 12. - 13. April 1928 | Reichsadler, Umschrift Zur Erinnerung an den ersten deutschen Amerikaflug, Signatur gekreuzte Schwerter mit Punkt (Meißen, Pfeifferzeit)                                                                              | –                                    | weißes Porzellan                | 39,5    | 11,0            |
| Flugzeug über Hochhäusern, vergoldete Umschrift Deutschland – Amerika 12. - 13. April 1928 | Reichsadler, vergoldete Umschrift Zur Erinnerung an den ersten deutschen Amerikaflug, Signatur gekreuzte Schwerter mit Punkt (Meißen, Pfeifferzeit)                                                                   | –                                    | weißes Porzellan, Gold          | 39,5    | 11,0            |
| Flugzeug über Hochhäusern, vergoldetes Mittelfeld, Umschrift Deutschland – Amerika 12. - 13. April 1928 | Reichsadler, vergoldetes Mittelfeld, vergoldeter Perlkreis, Umschrift Zur Erinnerung an den ersten deutschen Amerikaflug, Signatur gekreuzte Schwerter mit Punkt (Meißen, Pfeifferzeit)                               | –                                    | weißes Porzellan, Gold          | 39,5    | 11,0            |
| Flugzeug über Hochhäusern, vergoldete Umschrift Deutschland – Amerika 12. - 13. April 1928 | Reichsadler, Umschrift Zur Erinnerung an den ersten deutschen Amerikaflug, Signatur gekreuzte Schwerter mit Punkt (Meißen, Pfeifferzeit)                                                                              | –                                    | braunes Böttger-Steinzeug       | 42,0    | 12,0            |
| Flugzeug über Hochhäusern, Umschrift Deutschland – Amerika 12. - 13. April 1928 | Reichsadler, vergoldete Umschrift Zur Erinnerung an den ersten deutschen Amerikaflug, Signatur gekreuzte Schwerter mit Punkt (Meißen, Pfeifferzeit)                                                                   | –                                    | braunes Böttger-Steinzeug, Gold | 42,0    | 12,0            |
| Flugzeug über Hochhäusern, vergoldetes Mittelfeld, Umschrift Deutschland – Amerika 12. - 13. April 1928 | Reichsadler, vergoldetes Mittelfeld, vergoldeter Perlkreis, Umschrift Zur Erinnerung an den ersten deutschen Amerikaflug, Signatur gekreuzte Schwerter mit Punkt (Meißen, Pfeifferzeit)                               | –                                    | braunes Böttger-Steinzeug, Gold | 42,0    | 12,0            |
| Flugzeug Bremen über Namenszug und Wellen, Umschrift Europa-Amerika 12/13 . April 1928 | Die Namen Köhl, v. Hünefeld und Fitzmaurice als Faksimile im Eichenkranz. | PREUSS. STAATSMÜNZE. SILBER 900 FEIN | Silber                          | 36,0    | 24,8            |
| Flugzeug Bremen über Namenszug und Wellen, Umschrift Europa-Amerika 12/13 . April 1928 | Die Namen H . Köhl, v . Hünefeld und Fitzmaurice über Propeller im Eichenkranz. | PREUSS. STAATSMÜNZE. SILBER 900 FEIN | Silber                          | 36,0    | 24,8–25,1       |
| Porträt, Umschrift Europa-Amerika . Flug . Hermann Köhl . auf . Iunker . D . 1167 . 1928 Möglicherweise Modell/Unikum                                                                                        | – (einseitig) | –                                    | Bronze                          | 288,0   | –               |
| Porträt eines Mannes mit Bürstenhaarschnitt im Profil nach links, Umschrift Hermann Köhl | Nackte männliche Figur auf fliegendem Adler stehend nach links, Umschrift + Köhl – v.Hünefeld – Fitzmaurice + Erster Atlantik-Westflug . Auf Junkers Bremen 12.4.1928                                                 | –                                    | Bronze                          | 50,3    | –               |
| Porträt eines Piloten, Umschrift Erster Ost-West Ozeanflug 13. April 1928, Signatur I. B. | Flugzeug Bremen über Wellen, Umschrift v. Hünefeld * Köhl * Fitzmaurice Bremen Ein Wille Eine Tat Ein Sieg | PREUSS. STAATSMÜNZE SILBER 900 FEIN  | Silber                          | 36      | 24,9            |
| Porträt eines Piloten mit Pour-le-mérite, Umschrift 1. Oceanflug Europa-Amerika 12. - 13. April 1928 v. Hünefeld, Hermann Köhl, Fitzmaurice                                                                  | Flugzeug über Wellen, Umschrift Zu Gunsten des III. Deutschen Fliegerwiedersehenstages Fliegervereinigung Braunschweig Junkers D1167 Bremen                                                                           | CARL POELLATH SCHROBENHAUSEN         | Bronze                          | 50,5    | 52,8            |
| Porträt eines Piloten mit Pour-le-mérite, Umschrift 1. Oceanflug Europa-Amerika 12. - 13. April 1928 v. Hünefeld, Hermann Köhl, Fitzmaurice                                                                  | Flugzeug über Wellen, Umschrift Zu Gunsten des III. Deutschen Fliegerwiedersehenstages Fliegervereinigung Braunschweig Junkers D1167 Bremen                                                                           | CARL POELLATH SCHROBENHAUSEN         | Bronze versilbert               | 50,0    | –               |
| Porträt eines Piloten mit Pour-le-mérite, Umschrift 1. Oceanflug Europa-Amerika 12. - 13. April 1928 v. Hünefeld, Hermann Köhl, Fitzmaurice                                                                  | Flugzeug über Wellen, Umschrift Zu Gunsten des III. Deutschen Fliegerwiedersehenstages Fliegervereinigung Braunschweig Junkers D1167 Bremen                                                                           | CARL POELLATH SCHROBENHAUSEN         | Bronze vergoldet                | 50,0    | –               |
| Porträt Köhls halbrechts, Umschrift Ost-West-Flieger Köhl u. v. Hünefeld die ersten Erfolge. | Porträt v. Hünefelds halbrechts, Umschrift Und setzt ihr nicht das Leben ein nie wird es euch gewonnen sein. | PREUSS. STAATSMÜNZE. SILBER 900 FEIN | Silber                          | 36,0    | 24,9            |
| Porträt zweier Piloten, Umschrift . Frh . v . Hünefeld - Dr.h.c.Hermann . Köhl . Hptm . und Erster-Ost-West-Flug, Signatur K . Goetz                                                                         | Flugzeug über Schneckenhörner blasenden Tritonen auf Delfinen, Umschrift Ozean - Flug . der . Bremen und Europa Amerika 1928                                                                                          | BAYER. HAUPTMÜNZAMT . FEINSILBER     | Silber                          | 36,1    | 19,7            |
| Porträts zweier Piloten, Umschrift von Hünefeld Hermann Köhl 13. April 1928. | Flugzeug über Wellen, Umschrift Allen Gewalten zum Trotz sich erhalten. | BAYER. HAUPTMÜNZAMT . SILBER 900     | Silber                          | 36,2    | 24,2            |
| Porträts zweier Männer im Anzug, Umschrift Hermann Köhl von Hünefeld | Adler über Wellen, Umschrift Den Amerika Fliegern zur glücklichen Heimkehr 1928 | –                                    | Bronze                          | 40,0    | 26,9            |
| Brustbilder von Fitzmaurice, Dr. Köhl und Frh. v. Hünefeld, nach links, Umschrift Fitzmaurice ★ Köhl ★ von Hünefeld und 12.-13.4.1928                                                                        | Umschrift Den Helden des ersten Ost-West Fluges über der Bremen über Wellen, darunter Umschrift Dessau Baldonel Greenly Island New York, Signatur OG (Initialen O. Glöckler)                                          | –                                    | Silber                          | 33,5    | 15,0            |
| Porträts dreier Piloten nach rechts, Umschrift Fitzmaurice Köhl von Hünefeld | Flugzeug über Wellen, Umschrift Ein Wille – Eine Tat – Ein Sieg – Bremen 13. April 1928 | PREUSS. STAATSMÜNZE SILBER 900 FEIN  | Silber                          | 36,0    | 25,0            |
| Porträts Baron von Huenefeld im Profil nach rechts, Major Fitzmaurice im Halbprofil nach links, Captain Koehl im Halbprofil nach rechts, Umschrift First East to West Transatlantic Flight April 12-13. 1928 | Flugzeug Bremen nach links über Wellen. Darunter Adler mit gespreizten Schwingen auf US Sternen vor Flaggen (Deutsches Reich links, USA rechts), Umschrift Baldonnel Airdrome April 12. Greenly Island April 13. 1928 | –                                    | Bronze                          | 31,0    | –               |